# VV Elinkwijk in het seizoen 1965/66
Het seizoen 1965/1966 was het 12e jaar in het bestaan van de Utrechtse betaaldvoetbalclub Elinkwijk. De club kwam uit in de Eredivisie en eindigde daarin op de 14e plaats. Tevens deed de club mee aan het toernooi om de KNVB Beker, hierin werd het team in de groepsfase uitgeschakeld.

## Wedstrijdstatistieken

### Eredivisie
|       | ADO   | Ajax  | DOS   | DWS   | Feijenoord | Fortuna '54 | Go Ahead | GVAV  | Heracles | MVV   | PSV   | Sparta | Telstar | FC Twente '65 | Willem II |
| ----- | ----- | ----- | ----- | ----- | ---------- | ----------- | -------- | ----- | -------- | ----- | ----- | ------ | ------- | ------------- | --------- |
| Thuis | 1 – 1 | 3 – 3 | 6 – 2 | 1 – 0 | 1 – 3      | 3 – 2       | 0 – 0    | 1 – 1 | 1 – 0    | 2 – 2 | 1 – 3 | 1 – 2  | 3 – 3   | 2 – 1         | 0 – 1     |
| Uit   | 5 – 1 | 7 – 0 | 2 – 0 | 2 – 0 | 0 – 1      | 3 – 0       | 3 – 0    | 4 – 0 | 2 – 2    | 1 – 0 | 1 – 1 | 2 – 1  | 3 – 1   | 3 – 1         | 2 – 3     |

### KNVB Beker
| Groepsfase                                             | Elinkwijk                                 | 2 – 4 (2 – 2) | Xerxes                                                                        |
| 19 september 1965 Plaats: Utrecht Amsterdamsestraatweg | Henny van Egdom 6' Ton Pansier 40' (e.d.) |               | 17' (pen.) John Spinhoven 33', 50' Nol Heijerman 59' Piet Teuling             |
| Groepsfase                                             | HVC                                       | 1 – 5 (1 – 3) | Elinkwijk                                                                     |
| 7 november 1965 Plaats: Amersfoort Birkhoven           | Ab Ruitenbeek 14'                         |               | 6', 20' Henny van Egdom 24' Karel Sülzle 72' Martin Voorn 83' Henk van Laatum |
| Groepsfase                                             | Excelsior                                 | 1 – 2 (0 – 1) | Elinkwijk                                                                     |
| 2 januari 1966 Plaats: Rotterdam Woudestein            | Joop Munne 62'                            |               | 7', 49' Henny van Egdom                                                       |

## Statistieken Elinkwijk 1965/1966

### Eindstand Elinkwijk in de Nederlandse Eredivisie 1965 / 1966
| Stand | Gespeeld | Gewonnen | Gelijk | Verloren | Punten | Doelpunten voor | Doelpunten tegen |
| ----- | -------- | -------- | ------ | -------- | ------ | --------------- | ---------------- |
| 14e   | 30       | 7        | 8      | 15       | 22     | 37              | 64               |

### Topscorers
| #                 | Naam               | Goal |
| ----------------- | ------------------ | ---- |
| 1.                | Henny van Egdom    | 10   |
| 2.                | Tonnie Nieuwenhuys | 8    |
| 3.                | Gerard Hogenbirk   | 5    |
| 3.                | Bert van Straalen  | 5    |
| 5.                | Jan de Kleijn      | 2    |
| 6.                | Jan Blaauw         | 1    |
| 6.                | Job Gademans       | 1    |
| 6.                | Jan Karhof         | 1    |
| 6.                | Karel Sülzle       | 1    |
| 6.                | Anton Voogt        | 1    |
| 6.                | Martin Voorn       | 1    |
| Onbekend doelpunt |                    |      |
| –                 | Onbekend           | 1    |
| Totaal            | Totaal             | 37   |

| #              | Naam                 | Goal |
| -------------- | -------------------- | ---- |
| 1.             | Henny van Egdom      | 5    |
| 2.             | Henk van Laatum      | 1    |
| 2.             | Karel Sülzle         | 1    |
| 2.             | Martin Voorn         | 1    |
| Eigen doelpunt |                      |      |
| –              | Ton Pansier (Xerxes) | 1    |
| Totaal         | Totaal               | 9    |

## Voetnoten
ADO ·
Ajax ·
DOS ·
DWS ·
Elinkwijk ·
Feijenoord ·
Fortuna '54 ·
Go Ahead ·
GVAV ·
Heracles ·
MVV ·
PSV ·
Sparta ·
Telstar ·
FC Twente '65 ·
Willem II